# Eghadé
Eghadé (auch: Egadé, Egadé Ciminti, Egadgé) ist ein Dorf in der Landgemeinde Tarka in Niger.

## Geographie
Das Dorf liegt in der Landschaft Tadrès. Es befindet sich rund 107 Kilometer nordwestlich des Hauptorts Belbédji der Landgemeinde Tarka und des Departements Belbédji, das zur Region Zinder gehört. Zu den Siedlungen in der näheren Umgebung von Eghadé zählen Tchintaborak im Nordwesten, Aderbissinat im Nordosten, Tendé und Intabanaout im Südosten sowie Tiguitout im Südwesten.
Eghadé ist Teil der Übergangszone zwischen Sahara und Sahel. Die durchschnittliche jährliche Niederschlagsmenge beträgt hier zwischen 200 und 300 mm. Die Mare d’Eghadé ist ein kleiner, nicht ständig wasserführender See. Der in einer Niederung gelegene Wald von Eghadé erstreckt sich über eine Fläche von 125 Hektar und steht unter Naturschutz.

## Bevölkerung
Bei der Volkszählung 2012 hatte Eghadé 405 Einwohner, die in 68 Haushalten lebten. Bei der Volkszählung 2001 betrug die Einwohnerzahl 446 in 81 Haushalten.
In der Siedlung leben Angehörige der Ethnie der Tuareg. Es wird die Sprache Tamascheq gesprochen. Die Bevölkerungsdichte in diesem Gebiet ist gering und liegt bei unter 10 Einwohnern je Quadratkilometer.

## Wirtschaft und Infrastruktur
Die Bevölkerung bestreitet ihren Lebensunterhalt hauptsächlich durch Viehzucht. An der Mare d’Eghadé wird Bewässerungsfeldwirtschaft betrieben. Mit einem Centre de Santé Intégré (CSI) ist ein Gesundheitszentrum im Dorf vorhanden. Es gibt eine Schule. Das nigrische Unterrichtsministerium richtete 1996 gemeinsam mit dem Welternährungsprogramm der Vereinten Nationen zahlreiche Schulkantinen in von Ernährungsunsicherheit betroffenen Zonen ein, darunter eine für Nomadenkinder in Eghadé.